# Station Sallins & Naas
Station Sallins & Naas  is een spoorwegstation in Sallins in het  Ierse graafschap Kildare. Naas ligt op 3 kilometer van het station. Het station ligt aan de  lijn Dublin - Cork en wordt bediend door de forenzentreinen tussen Dublin en Kildare. 
Op werkdagen rijdt er in de ochtendspits vrijwel iedere tien minuten een trein richting Dublin, in de avondspits iedere tien minuten een trein uit Dublin. Buiten de spits rijdt er een trein per uur in beide richtingen. In de avondspits stopt ook de trein naar Galway op het station.